# عادل أحمد مال الله
عادل أحمد مال الله (مواليد 15 سبتمبر 1961) هو لاعب كرة قدم قطري معتزل، شارك مع منتخب قطر في الألعاب الأولمبية الصيفية 1984.

## روابط خارجية
- عادل أحمد مال الله على موقع أوليمبيديا (الإنجليزية)